# ワリス・ディリー
ワリス・ディリー（ソマリ語：Waris Dirie、アラビア語: واريس ديري、1965年10月21日 - ）は、ファッションモデル・作家・女優・人権擁護家。

## 生い立ち
1965年、ソマリアの遊牧民の一族に生まれた。生まれた頃の家族構成は父、母、姉。姉は女子割礼の為に亡くなり、弟が1人出来るが厳しい環境に耐えられず餓死。しかし更にその後2人の弟が出来た。それ以降ワリスは親元を離れたので不明。
13歳の時、ラクダ5頭の為に60代の男性と結婚させられそうになったが、母の力を借りてソマリアの首都モガディシュに住んでいる母の妹に会うために、砂漠の中を1人逃げていった。奇跡的に母の妹に対面し、父に連れ戻されないように親戚を転々とした。その後、母の妹の夫である駐英ソマリア大使がイギリスで4年の任期の間、ロンドンの家で働いてくれるメイドを探すためにモガディシュに訪れ、そこに居合わせていたワリスが4年間ロンドンでメイドとして働くことになった。大使が任期を終え共に帰国せざるを得なかったが、帰国当日にパスポートを紛失したと嘘をついて時間を稼ぎ、そのままロンドンに留まった。その後カフェなどのアルバイトで生計を立てようとするが、薄給のため生活は苦しかったという。最終的にはマクドナルドの店員の職を得る。

## 経歴
働いていたマクドナルドで、当時イギリスでファッション・フォトグラファーとして活躍していたテレンス・ドノヴァン（en）に見いだされモデルとなる。テレンスはワリスの横顔を撮りたくて、2年間もワリスを追いかけていたという。彼は彼女が1987年のピレリカレンダーの表紙を飾るように働きかけた。それから彼女のモデルとしてのキャリアが始まった。
ロンドンからニューヨークに移りシャネル、リーバイス、ロレアル、レブロンなどのブランドの広告やショーに出演。1987年には映画『007 リビング・デイライツ』に端役で出演。シンディ・クロフォード、ナオミ・キャンベル、クラウディア・シファー、ローレン・ハットンらと共に仕事をし、ミラノ、パリ、ロンドン、ニューヨークでショーの舞台に立った。『ELLE』『グラムール』『ヴォーグ』などの雑誌にも登場した。1995年、イギリスのテレビ局BBCで彼女に密着したドキュメンタリー番組『ノマド・イン・ニューヨーク』が放送された。
1997年、モデルとして絶頂期を迎えていた彼女は、子供のときに体験した女性器切除 (FGM) について、雑誌『Marie claire』のローラ・ジフに初めて明かした。同年、ワリスはFGM廃止のために国連大使になり、出生地であるソマリアを訪れ母親と再会した。1998年、最初の著書『砂漠の女ディリー』を発表し国際的なベストセラーとなり、続けて自叙伝も書いた。
2019年　鮮韓平和賞　受賞。

## 騒動
2004年3月、ワリスはオーストリアのウィーンの自宅で襲撃された。彼女を襲ったのは、パウロ・アウグスト（当時26歳）というポルトガル人男性で、隣家の窓を通って、彼女がいるアパートに侵入した。彼女はアウグストに床に放り投げられ、軽い怪我を負った。隣人の通報により、彼は逮捕され、オーストリア法廷により、5ヶ月の執行猶予を言い渡された。警察のスポークスマンは、「彼女は彼が入ってきたショックで、とても怯えていた」と述べている。彼の兄弟であるウェールズが、彼女の前の住居で働いており、襲撃の6ヶ月前にディリーに会ったと語った。彼は、後で家に押し入り、彼女の衣類などを盗んだ。
2008年3月5日水曜日、ベルギーのブリュッセルのホテルに宿泊していたワリスは、行方不明になったが、ブリュッセル警察により3月7日に発見され、生存が明らかになった。騒動から数日後、はタクシー運転手に誘拐され、強姦されそうになった、とオーストリアのメディアに明かした。

## 私生活
同じソマリア出身のモデルで外交官の娘だったイマン・アブドゥルマジドとはソマリア時代に面識はなかったが、『砂漠の女ディリー』ではイマンの母親が彼女の叔母と親友であったと述べている。
2005年3月にオーストリアの市民権を得た。

## ワリスと割礼
5歳の時受けさせられる。受けた女子割礼の種類はWHO（世界保健機関）が定義したタイプによると陰部封鎖だと言われている。ソマリアでは割礼を受けないと結婚が出来ない。ワリスは幸運な方で、不衛生な中、麻酔も無しで陰部封鎖を受けると命の危険もあるが、彼女の傷は1ヶ月で癒えた。だがその後もロンドンで縫合部分を開ける手術を受けるまで苦しみ続けた。排尿、月経による激痛に何度も気絶し、精神的苦痛は生涯続く。現在の夫に出会うまで、割礼が原因となり恋ができなかった。自分の秘密や恐ろしい姿を見せるのが怖く、男性がワリスに関心をもったのが分かるとすぐに逃げ出した。そんなワリスも割礼を受ける前は、女になる通過点として割礼を楽しみにしていたという。

1997年に雑誌『Marie claire』のインタビューで初めて女子割礼について明かし、このインタビューが「女子割礼の悲劇」と題されて雑誌に掲載されるや、大反響を呼ぶ。テレビの特別番組がつくられ、国連の特別大使に任命される。現在はモデルの仕事を続けながら、女性器切除の廃絶に向けて活動している。日本のテレビ番組『ザ!世界仰天ニュース』でもワリスの割礼について紹介されたが、あまりにもショッキングな内容であるために詳細は省かれた。

## 映画
- 007 リビング・デイライツ（1987年）
- デザート・フラワー（2009年）原作

## 著作
- 砂漠の女ディリー （草思社、1999年）ISBN 978-4794209207
- ディリー、砂漠に帰る（草思社、2003年）ISBN 978-4794212603